# Davis Junction, Illinois
Davis Junction là một làng thuộc quận Ogle, tiểu bang Illinois, Hoa Kỳ. Năm 2010, dân số của làng này là 2373 người.

## Dân số
Dân số qua các năm:
- Năm 2000: 491 người.
- Năm 2010: 2373 người.